# Maharaja Ayilyam Thirunal
Maharaja Ayilyam Thirunal Rama Varma (14 marzo 1832 – 1880) fu re di Travancore durante il periodo 1860 - 1880.
Succedette a suo zio Uthradom Marthanda Varma II, fratello del Maharaja Swathi Thirunal Rama Varma.

## Biografia
Nacque il 14 marzo del 1832; suo padre era Maharani Gowri Rukmini Bayi. Fu investito del titolo di erede col titolo di Eliya Raya nel 1847, e salì al trono il 7 settembre 1860. Il suo regno durò 20 anni, e fu succeduto da suo fratello minore, Visakham Thirunal. Si sposò con Panapillai Amma Srimathi Lakshmi Kalyani Pillai Kochamma, figlia di Nadavarambath Kunju Krishna Menon, un primo ministro del regno di Kochi.

## Contributi alla letteratura malayalam
- Meenaketancharitam
- Bhasha Sakuntalam